# Barry N. Malzberg
Barry Nathaniel Malzberg, meglio conosciuto come Barry N. Malzberg (New York, 24 luglio 1939 – Saddle River, 19 dicembre 2024), è stato uno scrittore e curatore editoriale statunitense, attivo principalmente nei generi fantascienza e fantasy.
Nel corso della sua attività professionale, pubblicò anche con gli pseudonimi di K. M. O'Donnell e Mike Barry.

## Biografia
Malzberg si laureò alla Syracuse University, dove studiò dal 1956 al 1960, e visse a Teaneck, nel New Jersey, per diversi anni.
Dopo la laurea, Malzberg cercò all'inizio di affermarsi come autore teatrale e romanziere. I suoi primi due romanzi furono pubblicati dall'Olympia Press. Ottenne il suo primo successo commerciale e di critica con la pubblicazione del suo surreale racconto lungo Guerra finale (Final War) sulla rivista The Magazine of Fantasy and Science Fiction con lo pseudonimo di K. M. O'Donnell nel 1968. Nel 1965 iniziò a lavorare per la Scott Meredith Literary Agency, con la quale collaborò a intermittenza nei decenni successivi.
La sua carriera come curatore editoriale vide brevi periodi in riviste per uomini e come curatore delle riviste di fantascienza Amazing Stories e Fantastic nel 1968, così come antologie come Final Stage (in collaborazione con Edward L. Ferman) e diverse con Bill Pronzini, tra le altre. Fu uno scrittore prolifico, soprattutto all'inizio degli anni settanta, in una varietà di campi, sia del fantastico sia del giallo, con opere ambiziose anche in altri campi. Pubblicò con il suo vero nome e con pseudonimi, come O'Donnell e Mike Barry. Collaborò con Pronzini, Kathe Koja e altri. Scrisse la trasposizione letteraria del film Fase IV: distruzione Terra (1974) di Saul Bass.
Appassionato di musica classica e violinista, si esibì nella prima dell'opera di Somtow Sucharitkul, altro autore di fantascienza. Fu candidato parecchie volte al Premio Hugo e vinse il Premio Locus per la sua raccolta di saggi storici e critici The Engines of the Night (1982).
Elogiato dai critici, fu attaccato dai sostenitori della fantascienza hard per il suo tono pessimistico e anti campbelliano, in particolare quando ricevette il premio Premio John Wood Campbell Memorial per Oltre Apollo. Gli elementi distopici e di metaromanzo delle sue opere ispirarono diverse parodie all'interno della fantascienza, come la prima storia di Paul Di Filippo, Falling Expectations. Nel 1973 Theodore Sturgeon disse di Malzberg: "Se vedo la sua firma sotto un titolo, lo afferro con gioia: non mi ha mai deluso.
Collaborò per molti anni con l'amico e collega scrittore Mike Resnick nella stesura di una colonna periodica di consigli sul SFWA Bulletin, il quadrimestrale dell'associazione Science Fiction and Fantasy Writers of America.

### Stile narrativo
Il suo stile di scrittura è peculiare, con frequenti frasi lunghe ed elaborate, costruite con cura e un uso limitato delle virgole. La maggior parte dei suoi romanzi di fantascienza sono brevi, narrati al presente e incentrati sulla consapevolezza di un singolo carattere ossessivo. Tra i suoi temi, specialmente nei romanzi Oltre Apollo (Beyond Apollo, 1972) e The Falling Astronauts (1971) sul programma spaziale degli Stati Uniti, vi sono gli effetti disumanizzanti della burocrazia e della tecnologia. La sua trattazione di questi temi mostra a volte forti somiglianze con quello di Kafka, accompagnato dalla tecnica del narratore inaffidabile. In romanzi come Galaxies (1975) e Il mondo di Herovit (Herovit's World, 1973) usa le tecniche del metaromanzo per fare una satira graffiante delle convenzioni eroiche e letterarie della space opera.

## Opere principali

### Romanzi
- Schermo dei mille desideri (Screen, 1968) Olympia Press Italia, 1969
- Oracle of the Thousand Hands, 1968
- Adamo ed Eva dell'inferno (The Empty People, 1969) (come K. M. O'Donnell)
- Dwellers of the Deep, 1970 (come K. M. O'Donnell)
- Confessions of Westchester County, 1971
- The Falling Astronauts, 1971
- Gather in the Hall of the Planets, 1971 (come K. M. O'Donnell)
- In My Parents' Bedroom, 1971
- Oltre Apollo (Beyond Apollo, 1972), Armenia Editore, collana I Libri di Robot n. 6, 1978. Ristampato nel 2012 dalla Mimesis Edizioni
- Overlay, 1972.
- Leslie Blount il messaggero (The Men Inside, 1972), Editrice Nord, collana SF Narrativa d'Anticipazione n. 13, 1978.
- Revelations, 1972
- Fase IV (Phase IV, 1973), Longanesi, 1976. Adattato dalla sceneggiatura di Fase IV: distruzione Terra di Mayo Simon.
- Il mondo di Herovit (Herovit's World, 1973) in appendice a Cinquant'anni di futuro, Urania, Arnoldo Mondadori Editore, 2002.
- Nella gabbia (In the Enclosure, 1973), Saga n. 16,  MEB, 1977.
- Conquista (Tactics of Conquest, 1973), collana Robot n. 9, Armenia Editore, 1976.
- Opening Fire, 1973.
- The Destruction of the Temple, 1974.
- On a Planet Alien, 1974.
- The Sodom and Gomorrah Business, 1974.
- Guernica Night, 1974.
- The Day of the Burning, 1974.
- Underlay, 1974.
- The Gamesman, 1975.
- Galassie (Galaxies, 1975), collana La Botte Piccola n. 12, Edizioni Della Vigna, 2011.
- Conversations, 1975.
- Con Bill Pronzini. The Running of Beasts, 1976.
- Chorale, 1976.
- Scop, 1976.
- The Last Transaction, 1977.
- Con Bill Pronzini. Acts of Mercy, 1977.(Il presidente , Segretissimo n.872 del 14/08/1980)
- Con Bill Pronzini. Night Screams, 1979.
- Con Bill Pronzini. Campionato di prosa (Prose Bowl, 1980). In appendice a Sum VII (1ª parte), La Terra che ho lasciato dietro di me (2ª parte), Arnoldo Mondadori Editore, collana Urania n. 829 e 830, 1980.
- The Cross of Fire, 1982.
- Il replicante di Sigmund Freud (The Remaking of Sigmund Freud, 1985) Arnoldo Mondadori Editore, collana Urania , n.1635, 2016

### Raccolte di racconti
- Guerra finale [e altre fantasie] (Final War: And Other Fantasies, 1969) (come K. M. O'Donnell), collana Galassia n. 116, La Tribuna, 1970.
- Nuove apocalissi (In the Pocket: And Other SF Stories, 1971) (come K. M. O'Donnell), collana Galassia n. 187, La Tribuna, 1974.
- Il giorno del cosmo (Universe Day, 1971) (come K. M. O'Donnell), Arnoldo Mondadori Editore, collana Urania 777, 1979.
- Out From Ganymede, 1974
- The Many Worlds of Barry Malzberg, 1975
- The Best of Barry N Malzberg, 1975
- Down Here In The Dream Quarter, 1976
- Malzberg At Large, 1979
- The Man Who Loved the Midnight Lady: A Collection, 1980
- The Engines of the Night: Science Fiction in the Eighties, 1982 (Essays)
- The Passage of the Light—The Recursive Science Fiction of Barry N. Malzberg, 1994 (con Tony Lewis e Mike Resnick)
- In the Stone House, 2000
- Shiva: And Other Stories, 2001
- Problems Solved, 2003 (con Bill Pronzini)
- Breakfast in the Ruins, 2007. Versione espansa di The Engines of the Night.